# Вимийский мемориал
Вими́йский мемориа́л (фр. Mémorial de Vimy) воздвигнут в память о канадских солдатах, погибших во Франции во время Первой мировой войны.
Крупнейший канадский памятник жертвам Первой мировой войны находится в основном на территории Живанши-ан-Гоэль и частично в соседних коммунах Нёвиль-Сен-Вааст и Вими, на вершине высоты 145. Он напоминает о роли канадцев во время этой войны в виде каменных фигур, символизирующих отстаиваемые ценности и понесённые потери. Это произведение искусства устанавливалось с 1925 по 1936 на месте битвы при Вими по проекту канадских художников. Место для сооружения мемориала было выбрано Канадской комиссией по военным памятникам под председательством Сидни Мьюберна.
Два пилона, представляющие Канаду и Францию, на 40 метров возвышаются над основанием памятника. Принимая во внимание высоту местности, наиболее высоко расположенная фигура — аллегория мира — находится на высоте 110 метров над уровнем Ланской равнины. Встав перед памятником, можно наблюдать статую женщины, покрытой вуалью, повёрнутой на восток — к заре нового дня. Она представляет собой Канаду, молодую нацию, оплакивающую своих сынов, падших в бою. Гребень Вими в настоящее время засажен лесом, каждое дерево в котором было посажено канадцем и символизирует жертву солдат. Памятник построен из очень редкого белого брачского камня, который был выбран Уолтером Олвардом и единственный известный карьер которого расположен на острове Брач в Хорватии. Распад федеративного югославского государства в 1990 позволил вновь открыть этот карьер и в 2007 отреставрировать памятник. Этим камнем и облицована бетонная конструкция.
Громкая канадская победа в сражении при Вими — основополагающее событие для канадского народа. Площадка для основания мемориала и сотня гектаров вокруг неё были переданы Францией Канаде в 1922 в знак признательности за жертвы, принесённые более чем 66 000 канадцев в ходе Великой войны, и особенно за победу, одержанную канадскими войсками при завоевании гребня Вими в апреле месяце 1917. Памятник находится в ведении канадского министерства по делам ветеранов. Вимийский мемориал недавно был отремонтирован. Его второе открытие королевой Канады Елизаветой II состоялось 7 апреля 2007, за 2 дня до 90-й годовщины этой битвы.
В 2002 Королевский канадский монетный двор выпустил 5-центовую серебряную монету в ознаменование 85-й годовщины битвы. Сооружение Вимийского мемориала стало темой романа The Stone Carvers (2001), канадской писательницы Джейн Уркуарт.
|  |  |  |

## Интересные факты
В нескольких сотнях метров от канадского мемориала находится и стела, воздвигнутая в память погибшим военным Марокканской дивизии, которая первой заняла гребень в мае 1915, но вынуждена была отступить при отсутствии подкрепления.